# 1939-1945 Star
De 1939-1945 Campaign Star was een Britse militaire onderscheiding uitgereikt aan luchtmacht- en marinepersoneel.
Voorwaarde voor de onderscheiding was dat de ontvanger gedurende de Tweede Wereldoorlog voor ten minste zes maanden in operationele dienst was geweest. De onderscheiding werd tevens (zonder verdere eisen) uitgereikt aan personeel dat is omgekomen, gewond raakte of gevangen is genomen. De onderscheiding werd in 1945 door het Britse leger geïntroduceerd, samen met een zevental andere onderscheidingen (waaronder de Air Crew Europe Star).

## De ster
Het is een bronzen, zes-puntige ster met in het midden de inscriptie GRI/VI, daarboven de Britse koninklijke kroon. Rondom staat de inscriptie "The 1939-1945 Star". De achterzijde werd niet gegraveerd, zoals gebruikelijk is bij meer persoonlijke onderscheidingen.

## Het lintje
Het lintje heeft drie verticale strepen: donkerblauw, rood en lichtblauw. Deze staan opeenvolgend voor de Navy, Army en Air Force.